# ロマンシング・アドベンチャー/キング・ソロモンの秘宝
『ロマンシング・アドベンチャー/キング・ソロモンの秘宝』（ロマンシング・アドベンチャー/キング・ソロモンのひほう、原題：King Solomon's Mines）は、1985年に公開された冒険映画である。

## あらすじ
ソロモンの秘宝を追い求めて行方不明になった父ヒューストン教授を探すため、娘のジェシー・ヒューストンは冒険家アラン・クォーターメインを雇い、父が消息を絶ったアフリカの町に向かう。そこには秘宝を狙うドイツ軍のボックナー大佐とトルコ人のドカディがおり、ジェシーを人質にしてヒューストンから在処を聞き出そうと町中で騒ぎを起こす。アランの活躍で難を逃れたジェシーたちは、部族出身のウンポポと共にドイツ軍の列車に乗り込む。アランは単独でヒューストンを助け出そうとするが、後を追ってきたジェシーがドカディに捕まり、ヒューストンは秘宝の在処を話してしまう。アランもドカディの手下に殺されそうになるが、列車がゲリラに襲撃され、アランは混乱に乗じてヒューストン父娘を助け出す。秘宝の存在を信じていなかったアランは引き返そうとするが、拷問を受け衰弱したヒューストンから秘宝を託され、ジェシーと共に秘宝が眠る山に向かう。
アランとジェシーはドイツ軍基地から飛行機を盗み出し、山に向かうボックナーたちを邪魔するが、彼らから攻撃を受けて飛行機が墜落してしまう。二人は不時着した場所で部族に捕まり鍋に放り込まれて食べられそうになる。二人は鍋を転がして部族から逃げ出し、木の上で暮らす部族に助けられる。しかし、二つの部族はボックナーの部隊に襲われ、二人は部族の協力で無事に脱出するが、すぐに別の部族に捕まってしまう。アランは神への生贄としてワニの餌にされそうになるが、駆け付けたウンポポに助け出される。ウンポポは自分が部族の王であることを告げて彼らを従えるが、直後にボックナーの部隊に襲撃される。混乱の中、ジェシーはシャーマンの老婆によって山に連れ去られ、アランとウンポポも山に入り、ボックナーは秘宝を独り占めするためにドカディを射殺する。
老婆はジェシーを生贄として地下の溶岩の中に投げ込もうとするが、アランとウンポポに助け出される。アランとジェシーはソロモンの秘宝を見付け出して大喜びするが、老婆によって秘宝ごと閉じ込められ水攻めにされる。二人は窮地に陥るが、ボックナーの仕掛けたダイナマイトの爆発によって窮地を脱する。ボックナーは秘宝を手に入れるが、生きていたドカディに脅され秘宝の運搬を命じられる。しかし、落盤によってドカディは岩石の下敷きとなり、ボックナーは秘宝を手に脱出する。神の怒りによって山が崩れ始め、アランとジェシーもウンポポと合流して脱出しようとするが、途中でボックナーに追い付かれて秘宝を奪われてしまう。しかし、ボックナーは直後にトラップにかかり命を落とし、三人は脱出しようとするが、生き延びていたドカディに襲われる。アランはジェシーとウンポポを先に逃がしてドカディと対決し、彼を溶岩の中に落とすことに成功する。無事に脱出したアランとジェシーは隠し持っていた秘宝を手に、部族の王に戻ったウンポポと別れを交わす。

## キャスト
| 役名                     | 俳優                     | 日本語吹替   | 日本語吹替   |
| 役名                     | 俳優                     | テレビ朝日版 | テレビ東京版 |
| ------------------------ | ------------------------ | ------------ | ------------ |
| アラン・クォーターメイン | リチャード・チェンバレン | 小川真司     | 小川真司     |
| ジェシー・ヒューストン   | シャロン・ストーン       | 土井美加     | 岡本麻弥     |
| ボックナー大佐           | ハーバート・ロム         | 内海賢二     | 佐々木梅治   |
| ドカディ                 | ジョン・リス＝デイヴィス | 石田太郎     | 麦人         |
| ウンポポ                 | ケン・ガンプ             | 藤本譲       | 西尾徳       |

- テレビ朝日版：初回放送1987年9月27日 『日曜洋画劇場』
- テレビ東京版：初回放送1997年5月22日『木曜洋画劇場』

## 地上波放送履歴
| 回数  | テレビ局   | 番組名             | 放送日        | 吹替版       |
| ----- | ---------- | ------------------ | ------------- | ------------ |
| 初回  | テレビ朝日 | 日曜洋画劇場       | 1987年9月27日 | テレビ朝日版 |
| 2回目 | テレビ朝日 | 日曜洋画劇場       | 1989年2月19日 | テレビ朝日版 |
| 3回目 | テレビ朝日 | 日曜洋画劇場       | 1992年1月12日 | テレビ朝日版 |
| 4回目 | 日本テレビ | 金曜ロードショー   | 1995年7月7日  | テレビ朝日版 |
| 5回目 | テレビ東京 | 木曜洋画劇場       | 1997年5月22日 | テレビ東京版 |
| 6回目 | テレビ東京 | 午後のロードショー | 2004年6月15日 | テレビ東京版 |
| 7回目 | テレビ東京 | 午後のロードショー | 2016年9月5日  | テレビ東京版 |

## 製作
撮影はジンバブエで行われた。スタッフにはイスラエルや南アフリカ共和国の人々がいたため、地元のアラブ人から反発が起きた。また、アラブ連盟からは「登場する全てのアラブ人が奴隷として描かれている」と抗議をうけたが、主演のチェンバレンは「私は個人は個人だと思っているし、良い仕事ができるなら何処の国の人でも気にしません……これはコメディで、時代遅れのステレオタイプへの対策として最善の方法は、彼らを楽しませることです。彼らが如何に不条理なことを言っているのかを証明できます」と反論している。

## 評価
Rotten Tomatoesの支持率は13%となっている。興行的には成功したものの、批評家からはスチュワート・グレンジャーとデボラ・カーが主演を務め、同じ原作を映画化した『キング・ソロモン』と比較して酷評された。また、ハーバート・ロムとジェリー・ゴールドスミスが、それぞれゴールデンラズベリー賞（最低助演男優賞、最低音楽賞）にノミネートされた。

## 続編
1986年にチェンバレンとストーンが続投して、続編『キング・ソロモンの秘宝2/幻の黄金都市を求めて』が公開された。トンプソンは『必殺マグナム』の監督を引き受けるために降板し、彼に代わりテレビドラマで活躍していたゲイリー・ネルソンが起用されたが、興行的には失敗した。当初、キャノン・フィルムズは『She and Allan』を原作とした第3作の製作を計画していたが、第2作の興行的失敗を受けて製作を断念している。
2011年、プロデューサーのメナヘム・ゴーランは「Allan Quatermain and the Jewel of the East」と題した続編の製作を企画した。企画ではゴーランとリチャード・アルビストンが脚本を担当し、監督もゴーランが務める予定だった。物語は、クォーターメインが自分の娘を救うためにコンゴで中国人トレジャーハンターと戦うという内容だった。2015年のドキュメンタリー『Golan: A Farewell to Mr Cinema』によると、チェンバレンも主演に復帰することが決まっていたが、2014年にゴーランが死去したため企画は立ち消えになったという。